# Восточная Европа

Восточная Европа согласно Статистическому отделу ООН (отмечена красным цветом):
Северная Европа
Западная Европа
Восточная Европа
Южная Европа

Согласно «Всемирной книге фактов ЦРУ» Восточная Европа эквивалентна европейской части постсоветского пространства

Восточная Европа по определению Постоянного комитета по географическим названиям

Восто́чная Евро́па, в узком смысле слова — географически центральная и северо-восточная Европа, населённая преимущественно славянскими народами, составляющая ⅔ территории этого подконтинента Евразии. Термин зависит от контекста и даже изменчив; как отмечено в документе Организации Объединённых Наций, есть «почти так же много определений Восточной Европы, как областей науки» и «каждая оценка пространственных тождеств — по существу социальная и культурная конструкция».
Восточная Европа — область, находящаяся между Центральной Европой и Западной Азией, с отличительными чертами, присущими Византии, сформировавшимися под сильным влиянием Османской империи. Таким образом, европейскими историками признаётся преемственность крупнейших стран Восточной Европы культуре Эллинской, Римской и Византийской империй. Поэтому даже в колониальный период Западной Европы в Англии и Франции империями в полном смысле считались только Российская, Германская и Австрийская, находившиеся большей частью восточнее Эльбы. Империи Востока противопоставлялись цивилизациям Запада.
Другое определение было создано во время холодной войны и использовалось более или менее синонимично с термином Восточный блок. По этому определению все прежние Социалистические европейские государства — это и есть Восточная Европа. Иногда эти государства разделяют на страны Центральной и Восточной Европы. Иногда, деля Европу на две части (Западную и Восточную, без учёта Южной, Юго-Восточной Европы и других субрегионов), согласно списку стран Варшавского договора, из Восточной Европы исключается вся бывшая Югославия, Албания и Греция, но добавляется вся современная Германия. Австрия и Скандинавия при этом считаются западноевропейскими территориями, согласно их политическому прошлому.
Хотя территория Восточной Европы больше территории Южной, Западной и Северной Европы вместе взятых, в 2016 году на территории 5 млн км² проживает 34 % населения Европы.

## Климат
Климат стран Восточной Европы менее влажный и более холодный (в Западной Европе среднегодовая температура колеблется от 0 до 15 °C, в Восточной, от −5 до 10 °C), чем климат стран Западной. При этом плодородность почв почти в два раза выше (при одинаковых широтах) на Балканах, Юге России и Поволжье. Но пастбищное животноводство в Западной Европе более продолжительное, почти круглогодичное даже в Скандинавии. Максимальные температуры воздуха в тени в Европе также характерны для Поволжья и Европейского Казахстана. Восточная Европа обладает самым большим запасом чернозёмных почв среди всех экономико-политических регионов мира.

## История термина
Вплоть до XVI века территорию современной Восточной Европы (Востока Европы) между Вислой и Доном книжники Запада именовали Европейской Сарматией. Как отмечает историк Юрий Зарецкий, деления европейского континента на Западную и Восточную Европу «до XVIII века не существовало. Концепция отдельной, „отсталой“, периферийной Европы появилась только в эпоху Просвещения, когда его деятели с высот „универсального“ человеческого разума стали снисходительно-любопытствующе обозревать окружающий их мир».
Первую попытку осмысления термина «Восточная Европа» предпринял Сергей Соловьёв в работе История России с древнейших времён (1851—1879), причём под Восточной Европой он понимал Русскую равнину и европейскую часть России: территория между Балтийским, Белым, Чёрным, Каспийским морями и Уралом, которая включает в себя бассейны рек Волги и Днепра. Опубликованная в 1913 году Католическая Энциклопедия указывает, что к Восточной Европе относились Балканские государства, а также части таких стран как Австро-Венгрия и Российская империя. Указывалось, что восточную границу Европы следует определять этнологически.
Для выборов в органы ООН согласно квотам регионального представительства произведена группировка государств — членов ООН по региональным группам. Однако при формировании таких групп часто нарушается географический принцип, так в состав группы «Западная Европа» включены Австралия, Новая Зеландия, Израиль, Турция, США и Канада, а в группу «Восточная Европа» включены Азербайджан, Армения и Грузия. Однако в целях международных сопоставлений в статистических публикациях ООН принят следующий список государств Восточной Европы (при этом геополитически европейские Кипр, Грузия, Армения и Азербайджан отнесены к Западной Азии):
- Беларусь
- Болгария
- Венгрия
- Молдова
- Польша
- Россия
- Румыния
- Словакия
- Украина
- Чехия

Некоторые источники относят страны Прибалтики к Северной Европе, в то время как другие, такие как CIA World Fact Book, — к Восточной. В спортивных объединениях страны Прибалтики нередко относят себя к Восточной Европе. В некоторых немецких источниках к Восточной Европе также относят балканские государства[значимость факта?].

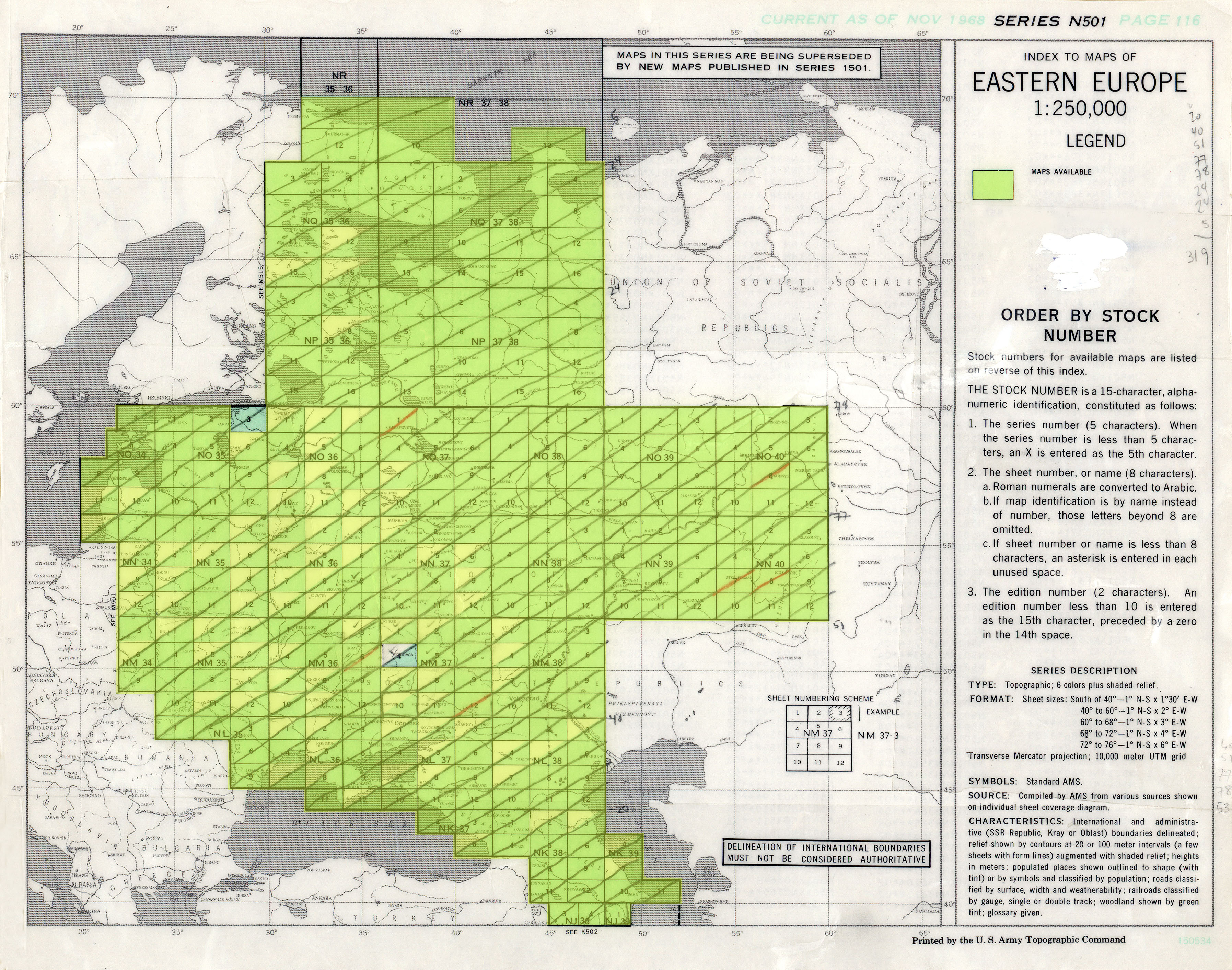
Карта расположения Восточной Европы, составленная картографической службой армии США, 1954 г.

Согласно политическому подходу Восточная Европа образовалась после Второй мировой войны и представляет собой те европейские страны, которые попали в сферу советского влияния: Болгария, Румыния, Венгрия, Чехословакия, Польша и ГДР. После распада СССР новообразованные страны Балтии также стали считаться частью Восточной Европы, хотя иногда Прибалтику всё же отделяют от Восточной Европы. Таким же образом страны Закавказья (Азербайджан, Армения, Грузия) также могут причисляться к Восточной Европе по социо-культурным и политическим критериям.

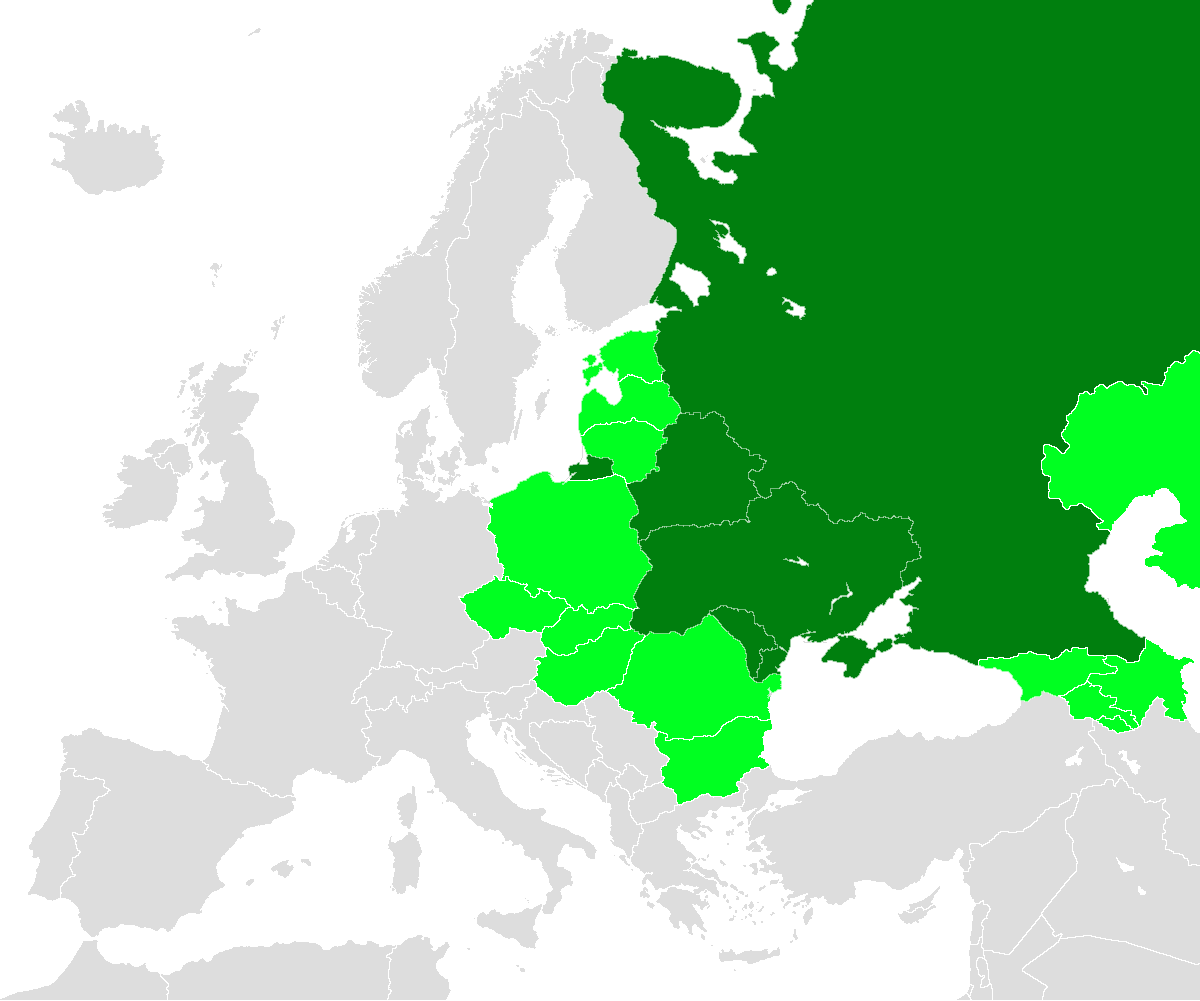
Страны, наиболее часто относимые к Восточной Европе
Страны, иногда относимые к Восточной Европе

Согласно географическому подходу Восточная Европа отождествляется с Восточно-Европейской равниной. Тогда помимо Польши, Прибалтики, Украины и Беларуси к Восточной Европе могут относиться Финляндия, Болгария и 14 % территории Казахстана.

## Примечания

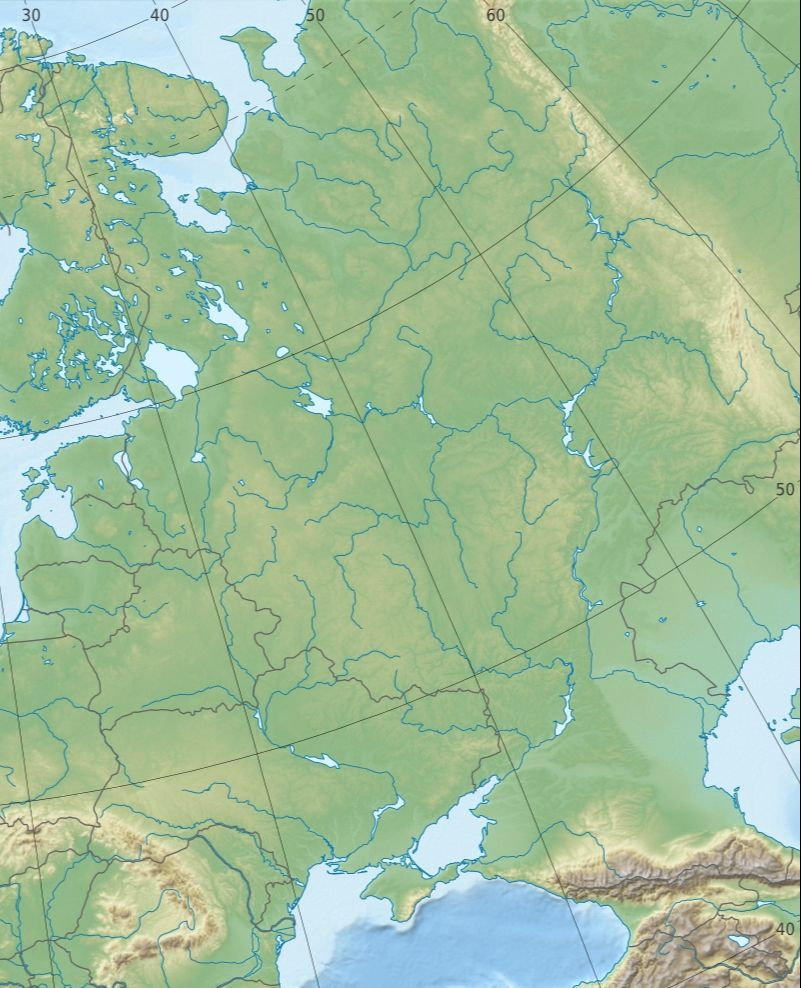
Расположение Восточной Европы на физической карте

###### Другие субрегионы
- Северная Европа
- Центральная Европа
- Западная Европа
- Южная Европа